# Therippia mediofasciata
Therippia mediofasciata är en skalbaggsart som beskrevs av Stefan von Breuning 1935. Therippia mediofasciata ingår i släktet Therippia och familjen långhorningar.
Artens utbredningsområde är Sri Lanka. Inga underarter finns listade i Catalogue of Life.